# Frymburk (Boemia meridionale)
Frymburk è un comune mercato della Repubblica Ceca facente parte del distretto di Český Krumlov, in Boemia Meridionale.